# Dehnow Khvājeh
Dehnow Khvājeh (persiska: دِهِ نُوِ خواجِه, دِهِ نُو خواجِه, دِهِ نُو, Deh Now-e Khvājeh, ده نو خواجه) är en ort i Iran.   Den ligger i provinsen Hormozgan, i den södra delen av landet, 1 000 km söder om huvudstaden Teheran. Dehnow Khvājeh ligger 330 meter över havet och antalet invånare är 220.
Terrängen runt Dehnow Khvājeh är kuperad österut, men västerut är den platt.Runt Dehnow Khvājeh är det glesbefolkat, med 11 invånare per kvadratkilometer. Närmaste större samhälle är Gachūyeh, 6,9 km sydväst om Dehnow Khvājeh. Trakten runt Dehnow Khvājeh är ofruktbar med lite eller ingen växtlighet.